# Algyo – Кардоскут – Адоні – Будапешт
Algyo — Кардоскут — Адоні — Будапешт — перший угорський газопровід, яким подали блакитне паливо з родовищ на півдні країни до Будапешту.
Із 1949-го року по трубопроводу Bázakerettye – Будапешт до угорської столиці став надходити газ, котрий отримували під час розробки нафтових родовищ на заході країни. А за півтора десятиліття по тому поблизу південного міста Сегед відкрили найбільше в історії країни газове родовище Algyo, початкові запаси блакитного палива в якому становили біля 100 млрд м3. В 1965-му від Algyo проклали у північно-східному напрямку газопровід довжиною 47 км та діаметром 600 мм, який досягав іншого газового родовища Кардоскут. Після цього в 1966—1967 роках ввели в дію трубопровід між Кардоскут та угорською столицею довжиною 204 км та діаметром 400 мм. Він переважно прямував у північно-західному напрямку, проходив повз Варошфьолд (в подальшому тут утворився важливий хаб угорської газотранспортної системи), а після розташованого на західному березі Дунаю міста Адоні довертав на північ та через 47 км досягав району Budaors на західній околиці Будапешту. 
Окрім столичних споживачів протранспортоване по трубопроводу блакитне паливо отримували металургійний комбінат в Дунауйвароші (сюди в 1966-му проклали перемичку від Адоні довжиною 19 км та діаметром 200 мм) та завод азотної хімії в Pétfürdő (неподалік від північно-східного завершення озера Балатон). До останнього в 1967-му проклали відгалуження довжиною 74 км, яке на ділянці довжиною 22 км між Адоні та Kápolnásnyék мало діаметр 350 мм, тоді як наступний відтинок від Kápolnásnyék до Pétfürdő виконали в діаметрі 300 мм.
В 1968-му до Варошфьолду подали продукцію розташованого на південний захід від нього родовища Szank, для чого проклали перемичку довжиною 34 км та діаметром 400 мм. Втім, значно більший ресурс з'явився у Варошфьолді через три роки, коли через нього пройшов новий великий газопровід від родовища Algyo до Будапешту (на відміну від попередньої системи, його траса була більш пряма і підходила до східної околиці столиці). Це надало можливість в 1974-му прокласти другу нитку на ділянці Варошфьолд — Адоні довжиною 76 км та діаметром 600 мм, яку в 1976-му продовжили в тому ж діаметрі на 30 км до розташованої на південно-східній околиці Будапешту ТЕС Дунаменті.
Іншим напрямком подачі ресурсу від Адоні стали райони довкола озера Балатон та на північному заході країни, куди ресурс транспортується через введений в 1974-му газопровід до Papkeszi. Нарешті, все того ж 1974-го спорудили другу нитку діаметром 250 мм до комбінату в Дунауйвароші.
Південна частина системи наразі передусім забезпечує роботу підземного сховища газу Кардоскут, створеного у 1988 році на основі однойменного родовища.
Хоча первісно прокладання газопроводів по маршруту Сегед — Кардоскут — Адоні — Будапешт провадилось з розрахунку на природний газ угорських родовищ, проте наразі до них може надходити ресурс різного походження. Так, до Варошфьолду виходять газопровід від Берегдароца (український напрямок) та інтерконектор з Хорватією, створене навколо Будапешту газопровідне кільце має вихід на Австрію та Словаччину, а Сегед сполучений інтерконектором з Румунією (та невдовзі буде з'єднаний з Балканським потоком).